# Elena de la Cruz
Elena de la Cruz Martín (Madrid, 23 de junio de 1972-Toledo, 4 de abril de 2017) fue una política española, consejera de Fomento de la Junta de Comunidades de Castilla-La Mancha desde mayo de 2015 hasta su muerte en abril de 2017.

## Biografía
Vivió su juventud en el barrio madrileño de Ciudad Lineal con sus padres y sus hermanos Marga y Julio. Estaba casada con Óscar Sánchez y tenía una hija que se llama Daniela.  Se casó con su marido el 1 de mayo de 2004 en Santa María la Mayor y tres años después su hija nació.  Vivía en Cabanillas del Campo. 
De la Cruz era parte del Partido Socialista Obrero Español (PSOE).  Era licenciada en Bellas Artes por la Universidad Complutense de Madrid (UCM) y se especializó en Diseño y Arquitecto en la Universidad Politécnica de Madrid (UPM).  También fue directora de la Escuela de Arte de Guadalajara.

### Como consejera

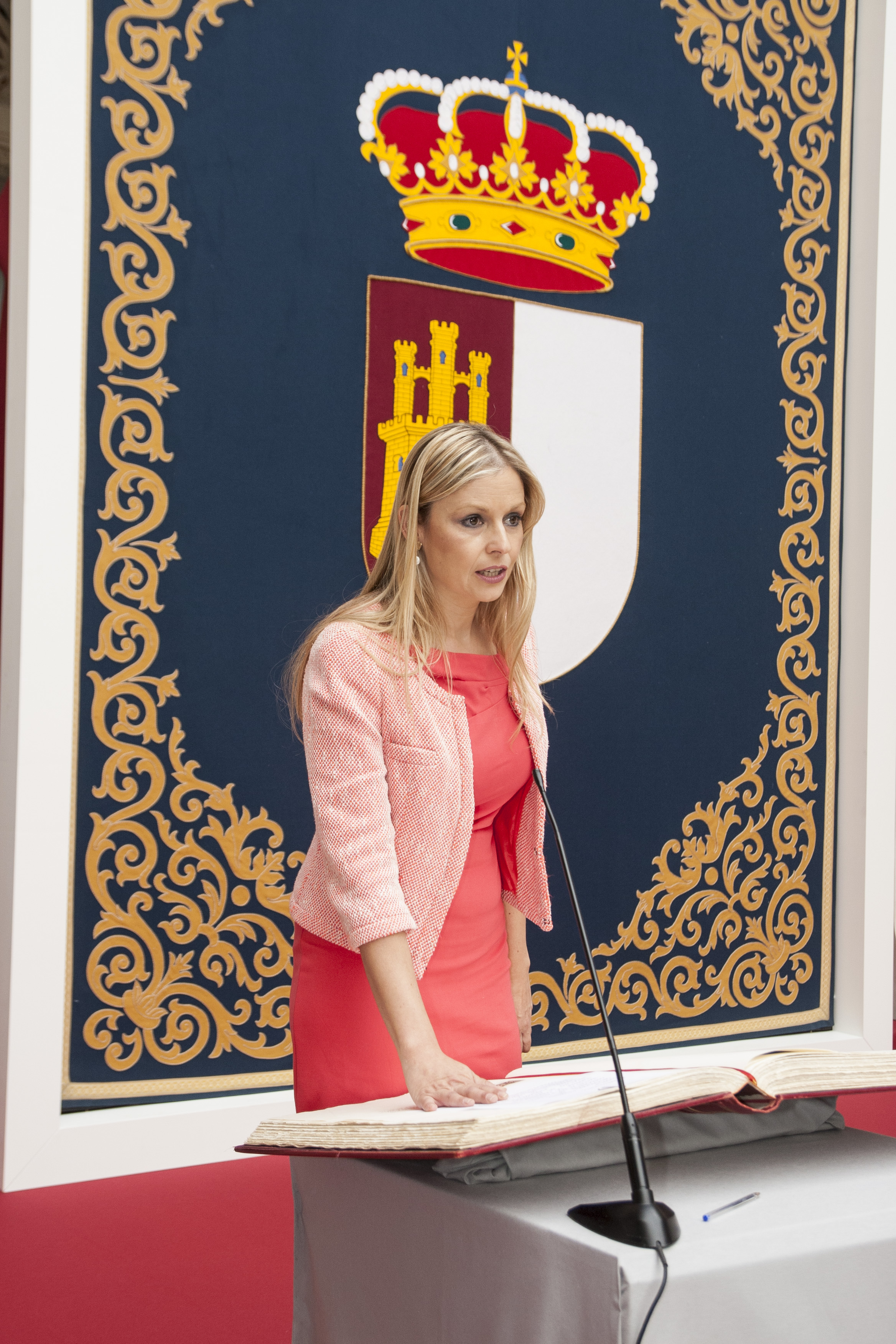
Tomando posesión de su cargo de consejera en 2015

Antes de incorporarse al gobierno de Castilla-La Mancha, Elena de la Cruz trabajaba como profesora en la Escuela de Arte de Guadalajara.  En mayo de 2015, después del triunfo electoral de Emiliano García-Page, de la Cruz se incorporó al gobierno de Castilla-La Mancha como consejera de Fomento.
Estaba caracterizada por un estilo moderado y centró en la ejecución de los planes de infraestructuras y en “batalla por el agua.”  Una de sus principales prioridades como consejera de Fomento era para batallar contra la sobreexplotación del Trasvase Tajo-Segura y trabajaba en eso durante su tiempo como consejera.

### Ideología
Uno de los temas más importantes de su tiempo como consejera fue el trasvase del Tajo-Segura.  El trasvase del Tajo-Segura trae agua del Río Tajo (Provincia de Guadalajara) al Río Segura (Provincia de Cuenca) y es una de las mayores obras de ingeniería hidráulica jamás producidas en España.  De la Cruz quería reducir la presión sobre el Tajo y quería que el estado creara nuevos mecanismos estructurales para abastecer el agua consumida en el sureste del país.  Al hacerlo, creía que el río sería capaz de regresar a un "estado medioambiental idóneo".
Relacionado con el Tajo es el Pacto Nacional del Agua, que impactó las negociaciones que rodean al Tajo. De la Cruz había dicho que Castilla-La Mancha (la comunidad que representaba) estaba "ansiosa e impaciente" de entablar negociaciones en torno al Pacto Nacional del Agua después de que el Gobierno de España finalmente saliera a apoyarla. Sin embargo, De la Cruz dijo que no apoyaría las negociaciones a favor del Pacto Nacional del Agua si no se acompañaban de una drástica reducción de la sobreexplotación del Tajo.
De la Cruz también luchó para que reemplazaran las tuberías de agua que se derrumbaban constantemente. El tema del acceso al agua fue uno de los temas de su tiempo como consejera.  A veces estaba en desacuerdo con Isabel García Tejerina, Ministra de Agricultura y Pesca, Alimentación y Medio Ambiente de España, por la falta de financiación de Castilla-La Mancha. Uno de sus desacuerdos fue sobre la purificación; en 2017, de los 4.000 millones de inversión previstos para toda España, sólo el 1,5% se destinaría a Castilla-La Mancha.
Por otra parte, los recortes financieros y la financiación fueron algunas de las mayores decepciones de De la Cruz con el gobierno nacional, ya que vio que su comunidad requería mucho trabajo que nunca se haría debido a la falta de inversiones.  Por ejemplo, había dicho que su región todavía necesitaba 547 depuradoras, principalmente en áreas rurales, donde el tratamiento adecuado del agua es aún más importante debido a los posibles efectos en áreas protegidas o parques naturales. Sin embargo, debido a la falta de financiación era poco probable que hubiera podido asignar los recursos necesarios para crear estas depuradoras.

### Muerte
De la Cruz falleció por una enfermedad hematológica grave y cuando fue al hospital los médicos le diagnosticaron una leucemia.  Ella murió en la Hospital Virgen de la Salud de Toledo después de que pasó algunos días allí.  Fue al hospital después de que se sintió indispuesta mientras intervenía en las Cortes regionales sobre algo relacionado con los planes que su departamento tenía.
Después de su fallecimiento, José Luis Martínez Guijarro, vicepresidente del Gobierno, fue asignado por el presidente Emiliano García-Page por un decreto para asumir de manera temporal las funciones de la Consejería de Fomento.